# Белфон (Жиронда)
Белфон (фр. Bellefond) насеље је и општина у југозападној Француској у региону Аквитанија, у департману Жиронда која припада префектури Лангон.
По подацима из 2011. године у општини је живело 223 становника, а густина насељености је износила 69,91 становника/km². Општина се простире на површини од 3,19 km². Налази се на средњој надморској висини од 80 метара (максималној 73 m, а минималној 12 m).

## Демографија
| 1962. | 1968. | 1975. | 1982. | 1990. | 1999. | 2011. |
| ----- | ----- | ----- | ----- | ----- | ----- | ----- |
| 157   | 161   | 165   | 164   | 187   | 203   | 223   |

График промене броја становника у току последњих година